# استان کفره
کفره یکی از استان‌های لیبی است.
مرکز این استان شهر جوف است.